# Taudactylus
Taudactylus is een geslacht van kikkers uit de familie Australische fluitkikkers (Myobatrachidae). De groep werd voor het eerst wetenschappelijk beschreven door Ian Rothwell Straughan en Anthony Kingston Lee in 1966.
Er zijn zes soorten die endemisch zijn in Queensland, Australië.

## Taxonomie
Geslacht Taudactylus
- Soort Taudactylus acutirostris
- Soort Taudactylus diurnus
- Soort Taudactylus eungellensis
- Soort Taudactylus liemi
- Soort Taudactylus pleione
- Soort Taudactylus rheophilus

Arenophryne · 
Assa · 
Crinia · 
Geocrinia · 
Metacrinia · 
Mixophyes · 
Myobatrachus · 
Paracrinia · 
Pseudophryne · 
Rheobatrachus · 
Spicospina · 
Taudactylus · 
Uperoleia